# Anna Sundström
Anna Sundström (26 de febrero de 1785 – 1871), cuyo nombre de nacimiento era Anna Christina Persdotter, fue una química sueca que trabajó como asistente del químico Jöns Jacob Berzelius desde 1808 a 1836. Anna Sundström es considerada la primera química de Suecia.
Anna Persdotter fue hija del granjero Per Jansson y luego adoptó su nombre científico de Sundström. Se mudó a la capital para trabajar como sirvienta y en 1808 fue contratada como ama de llaves de Jöns Jacob Berzelius, quien la trató como asistente y colega en sus estudios. Durante su trabajo en el hogar de Berzelius recibió educación en química y adquirió un gran conocimiento en el área. Berzeluis afirmaba que: "Ella usó mi equipamiento y conoce el nombre del equipo como un graduado, y puedo afirmar sin equivocarme que puede destilar ácido hidroclórico.
Sundström también administró su laboratorio y supervisó a sus estudiantes, quienes la llamaban afectuosamente "la estricta Anna".
Fue forzada a finalizar sus aportes a Berzelius cuando él contrajo matrimonio con Elisabeth Poppius en 1836.

## Legado
Cada año, la división de química inorgánica de la Academia Sueca de Química elige la mejor tesis doctoral de química inorgánica y otorga al autor el premio Anna Sundström.